# فرديناند ماريان
فرديناند ماريان (بالألمانية: Ferdinand Marian )‏ (و. 1902 – 1946 م) هو ممثل مسرحي، وممثل أفلام، ومؤلف نمساوي، ولد في فيينا، توفي في ميونخ، عن عمر يناهز 44 عاماً، بسبب حادث مرور.

## وصلات خارجية
- فرديناند ماريان على موقع IMDb (الإنجليزية)
- فرديناند ماريان على موقع ألو سيني (الفرنسية)
- فرديناند ماريان على موقع أول موفي (الإنجليزية)
- فرديناند ماريان على موقع قاعدة بيانات الأفلام السويدية (السويدية)
- فرديناند ماريان على موقع قاعدة بيانات الفيلم (الإنجليزية)
- فرديناند ماريان على موقع كينوبويسك (الروسية)
- فرديناند ماريان على موقع كينوبويسك (الروسية)